# Сіхарулідзе Давид Кайнович
Дави́д Ка́йнович Сіхарулі́дзе (27 жовтня 1973, с. Супса, Гурія, Грузинська РСР — 11 травня 2017, м. Бахмут, Донецька область, Україна) — грузинський та український військовик, майор запасу Збройних сил Грузії, молодший сержант Збройних сил України, інструктор, доброволець батальйону «Айдар», учасник війни в Абхазії 1992—1993 років, російсько-грузинської війни 2008 року, російсько-української війни. Громадянин Грузії.

## Біографія
Народився 1973 року в селі Супса, на заході Грузії.
Вдягнув військову форму у 14 років. Захищав територіальну цілісність Грузії під час війни в Абхазії у 1992—1993 роках та вторгнення російських військ на грузинську територію у 2008 році.
Закінчив військову академію Грузії та військове училище Бундесверу в Німеччині. Служив в грузинській армії у званні майора, з 2010 по 2014 рік був наставником у грузинському Національному тренувальному центрі «Крцанісі». Мешкав у Тбілісі.
З початком російської збройної агресії проти України 16 лютого 2014 року звільнився в запас, і вже у березні приїхав в Україну. Був інструктором, навчав добровольців, приєднався до батальйону «Айдар», у 2015 році вступив на військову службу за контрактом.
Молодший сержант, командир відділення 1-ї штурмової роти 24-го окремого штурмового батальйону «Айдар» 53-ї окремої механізованої бригади. Воював у Новгородському, в районі міста Мар'їнка, — на передових позиціях біля окупованого Докучаєвська, з квітня 2017 — на «Світлодарській дузі», де бійці «Айдару» тримали оборону селища Новолуганське на східному березі Світлодарського водосховища.
11 травня 2017 року загинув від осколкового поранення у живіт внаслідок мінометного обстрілу поблизу селища Новолуганське Бахмутського району Донецької області. Давида довезли до шпиталю, але він помер від поранення і втрати крові.
14 травня з воїном попрощались у Києві, наступного дня в Тбілісі віддати шану офіцерові прийшли міністр оборони Грузії Леван Ізорія та посол України в Грузії Ігор Долгов. Похований у рідному селі Супса.
Залишилися дружина Като та двоє дітей.
16 квітня 2018 року на реабілітацію до Грузії відбула чергова група українських військовослужбовців, їм було доручено передати орден родині загиблого грузинського воїна. Наприкінці квітня під час фестивалю українського кіно «Україна у фокусі», який проходив у Тбілісі, міністр культури України Євген Нищук висловив слова шани та подяки дружині та двом дітям полеглого на війні майора грузинської армії Давида Сіхарулідзе.

## Нагороди
- Указом Президента України № 42/2018 від 26 лютого 2018 року, за особисту мужність і самовіддані дії, виявлені у захисті державного суверенітету та територіальної цілісності України, зразкове виконання військового обов'язку, нагороджений орденом «За мужність» III ступеня (посмертно)[6].